# Tzeni Karezi
Tzeni Karezi (în greacă Τζένη Καρέζη, 12 ianuarie 1934 – 27 iulie 1992), cunoscută și sub numele de scenă Jenny Karezi, a fost o actriță greacă de teatru și de film.

## Biografie

### Viața timpurie
Evgenia Karpouzi s-a născut la Atena, Grecia, din tată matematician și mamă profesoară de liceu. A studiat la o școală privată franceză din Salonic, și mai târziu în Atena. A învățat să vorbească limba franceză fluent. Atunci când era o adolescentă, tatăl ei a părăsit familia, ea rămânând în grija mamei. Tatăl ei a murit într-un accident de mașină în 1971.
În 1951 a fost acceptată la Teatrul Național al Greciei (Eθνικό Θέατρο), studiind la Școala de Teatru. Aici i-a avut ca profesori pe dramaturgul Angelos Terzakis și regizorul Dimitris Rontiris. La absolvire, în 1954, a primit roluri în piese teatru, jucând alături de actori precum Alexis Minotis și Katina Paxinou. 

### Cariera
Ultima ei apariție în film a fost în Lysistrata lui Aristofan (1972). În următorul deceniu, ea a continuat să producă și să joace în piese de teatru precum Cui i-e frică de Virginia Woolf?, Medea și Electra. Ea a apărut pentru ultima dată într-o piesă de teatru în 1990, într-o piesă regizată de Loula Anagnostaki, Diamante și blues; aflându-se în stadiu terminal de cancer de sân, ea a fost nevoită să părăsească distribuția piesei.

## Filmografie
| An   | Titlu                                  | Rol                    | Note                                            |
| ---- | -------------------------------------- | ---------------------- | ----------------------------------------------- |
| 1955 | Laterna, ftoheia kai filotimo          | Kaiti                  | încasări: 126,530                               |
| 1957 | Dellistavrou kai ios                   | Billy Mavrogianni      | încasări: 106,356                               |
| 1957 | I theia ap'to Chicago                  | Katina Barda           | încasări: 142,459                               |
| 1957 | Laterna, ftoheia kai garyfallo         | Kaiti                  | încasări: 113,641                               |
| 1957 | Laguna dorințelor (I limni ton pothon) | Miranda                |                                                 |
| 1958 | To trellokoritso                       | Jenny                  |                                                 |
| 1958 | Mia laterna, mia zoi                   | Nina                   |                                                 |
| 1959 | To nisi ton genneon                    | Dona                   |                                                 |
| 1959 | Taxidi me ton erota                    | Gianna                 |                                                 |
| 1959 | Navagia tis zois                       | Foula                  |                                                 |
| 1960 | To koroidaki tis despoinidos           | Julia                  | încasări: 115,029                               |
| 1960 | Randevou stin Kerkyra                  | Diana Laniti/Mirka     | încasări: 95,664                                |
| 1960 | Hristina                               | Hristina               |                                                 |
| 1960 | I hionati kai ta 7 gerontopalikara     | Alexia/Marina          | încasări: 88,074                                |
| 1961 | Poia einai i Margarita                 | Margarita Kondostavrou |                                                 |
| 1962 | Prodomeni agapi                        | Anna                   |                                                 |
| 1962 | I nyfi to skase                        |                        |                                                 |
| 1963 | Ta kokkina fanaria                     | Eleni                  | încasări: 473,686 nominalizare la Premiul Oscar |
| 1964 | Despoinis diefthyntis                  | Lila Vasileiou         | încasări: 402,143                               |
| 1964 | Lola                                   | Lola                   |                                                 |
| 1964 | Enas megalos erotas                    | Lena                   | încasări: 202,607                               |
| 1965 | Mia trelli...trelli oikogeneia         | Mika                   | încasări: 521,134                               |
| 1966 | Tzeni Tzeni                            | Tzeni Skoutari         | încasări: 587,323                               |
| 1966 | Une balle au coeur                     | Carla                  |                                                 |
| 1967 | Ekeinos ki ekeini                      | She                    | încasări: 198,551                               |
| 1967 | Kontserto gia polyvola                 | Niki                   |                                                 |
| 1968 | Enas ippotis gia ti Vasoula            | Vasoula Liontou        | încasări: 347,441                               |
| 1968 | Agapi kai aima                         | Fani Geraka            |                                                 |
| 1970 | Mia gynaika stin Antistasi             | Anna Kolleti           |                                                 |
| 1971 | Manto Mavrogenous                      | Manto Mavrogenous      |                                                 |
| 1972 | Erotiki symfonia                       | Eirini/Betty Stergiou  | producătoare și scriitoare                      |
| 1972 | Lysistrati                             | Lysistrati             |                                                 |